# Logistics
Logistics, občanským jménem Matt Gresham, je drum and bassový hudební producent a DJ z Cambridge v Anglii. Své skladby vydává pod labelem Hospital Records od roku 2004. Vytváří je pomocí softwaru Reason 2.5 a hudebních sekvencerů Cubase. Jeho hudební tvorba inklinuje k emotivně naladěným stylům drum and bassu a je zaměřena především na klubovou scénu Jeho starší bratr Dan Gresham, známý jako Nu:Tone, je taktéž drum and bassovým producentem vydávajícím svou tvorbu pod labelem Hospital Records. Před zahájením vlastní sólové kariéry s ním Matt spolupracoval pod společným názvem Nu:Logic.

## Diskografie
- Hologram (2018, Hospital Records)
- Electric Sun (2016, Hospital Records)
- Polyphony (2014, Hospital Records
- Fear Not (2012, Hospital Records)
- Spacejams (2010, Hospital Records)
- Crash Bang Wallop! (2009, Hospital Records)
- Reality Checkpoint (2008, Hospital Records)
- Wide Lens EP (2007, Hospital Records)
- Now More Than Ever (2006, Hospital Records a Third Ear Recordings)
- Flashback / Can't Let Go (2006, Hospital Records)
- City Life EP (2006, Hospital Records)
- Blackout / Krusty Bass Rinser (2006, Hospital Records)
- Blackout / Bounce (2006, Hospital Records)
- Beatbox Master / Girl From Mars (2006, Hospital Records)
- Beatbox Master / Machine (2006, Hospital Records)
- Weapons of Mass Creation 2 Sampler (2005, Hospital Records)
- Uprock / Static (2005, M*A*S*H)
- Release The Pressure EP (2005, Hospital Records)
- Play the Game / Sin City (2005, Valve Recordings)
- Surround / Deep Joy (2004, Brand.nu)
- SpaceJam EP (2004, Hospital Records)
- Millionaire / Front To Back (2004, Innerground Records)
- I Want To Know / Hold On Be Strong (2004, Advanced Recordings)
- Free My Soul / Replay (2004, Hospital Records)
- Come To You / Music (2004, Brand.nu)